# Ecnomus tumidus
Ecnomus tumidus är en nattsländeart som beskrevs av Georg Ulmer 1930. Ecnomus tumidus ingår i släktet Ecnomus och familjen trattnattsländor. Inga underarter finns listade i Catalogue of Life.